# قنبري أجوف
قُنْبَري أجوف أو قُبَّرِيَة جوفاء (الاسم العلمي: Corydalis cava)، نبات عشبي معمر من فصيلة الخشخاشية.
موطنه الأصلي وموائله الغابات الرطبة والمظللة في معظم أنحاء أوروبا القارية، على الرغم من شيوعه في وسط وجنوب شرق أوروبا. يمتد نطاقه من إسبانيا في الغرب إلى أوكرانيا وبيلاروسيا والقوقاز في الشرق وإلى أقصى الشمال حتى السويد. إنه منعدم الوجود في (على الرغم من أنه يمكن العثور عليه في بعض الأحيان مُجنس ) أيسلندا والمملكة المتحدة وهولندا والنرويج وفنلندا وروسيا واليونان.